# John Jewel
John Jewel (ur. 24 maja 1522 w Buden, zm. 23 września 1571 w Monkton Farleigh) – angielski teolog anglikański, biskup Salisbury, zwolennik reformacji. 

## Życiorys
John Jewel studiował w Merton Collage w Oksfordzie, a następnie w Corpus Christi Collage, gdzie w 1540 roku uzyskał tytuł bakałarza, a dwa lata później został członkiem kolegium. Tam znalazł się pod wpływem teologa Johna Parkhursta, a Pietro Martire Vermigli, który przybył do Oksfordu w 1547, ugruntował jego protestanckie przekonania. Jakiś czas przed początkiem 1551 roku został ordynowany, a pod koniec tego roku został proboszczem w Sunnigwell. Po objęciu tronu przez Marię Tudor w 1553 roku został pozbawiony członkostwa w kolegium. Przez jakiś czas dla swojego spokoju akceptował artykuły, z którymi się nie zgadzał, jednak ostatecznie został zmuszony do ucieczki z kraju. W marcu 1555 roku przybył do Frankfurtu, później jednak udał się do Strasburga, gdzie przebywał Pietro Martire, i później wraz z nim udał się do Zurychu. Po śmierci Marii, w marcu 1559 roku powrócił do Anglii, gdzie w imieniu królowej Elżbiety nadzorował wprowadzanie nowego porządku kościelnego w zachodnich hrabstwach, a 21 stycznia 1560 roku został biskupem Salisbury. Był aktywnym kaznodzieją i wizytatorem, udzielał się na polu polemiki w Rzymem. Jego Apologia pro ecclesia Anglicana (opublikowana w wersji łacińskiej w 1562 roku, a dwa lata później w angielskim tłumaczeniu dokonanym przez Anne Bacon, matkę Francisa Bacona) uważana jest za pierwszą metodyczną prezentację stanowiska Kościoła Anglii w odniesieniu do nauki Kościoła rzymskiego. Przez kilka lat wymieniał pisma polemiczne z Thomasem Hardingiem, zwolennikiem papiestwa.

## Dzieła (wybór)
- Apologia pro ecclesia Anglicana (London, 1562)